# Liste des accidents ferroviaires en France en 1918
Pour des articles plus généraux, voir Liste des accidents ferroviaires en France, Liste des accidents ferroviaires en France au XXe siècle et Liste des accidents ferroviaires en France dans les années 1910.
La liste des accidents ferroviaires en France en 1918e, est une liste non exhaustive, chronologique.

## Janvier
- 21 janvier 1918 - Sur la ligne Lille-Abbeville par Saint-Pol-sur Ternoise, après une rupture d'attelage dans la forte rampe allant de la gare de Pernes-Camblain à Brias, une rame de wagons de marchandises et sa locomotive de renfort partent en dérive, percutant le train de mineurs qui suit, dont le mécanicien n'a pu faire machine arrière assez vite. Le convoi tamponné sera lui-même projeté sur un troisième, gravissant la pente chargé de charbon. La double collision fait deux morts et onze blessés[1].

## Mars
- 2 mars 1918 - Sur la ligne de Gretz-Armainvilliers à Sézanne, vers 5 heures, un train de voyageurs pour Coulommiers percute un train de marchandises stationnant en gare de La Ferté-Gaucher, broyant son fourgon de queue, dans lequel un garde-frein sera tué. Un seul voyageur de train tamponneur est blessé[2].
- 13 mars 1918 - Sur la ligne Chambéry-Modane, en gare de Saint-Jean-de-Maurienne, par suite d'une erreur d'aiguillage, un train de voyageurs en percute un autre. On compte trois morts et trois blessés[3].

## Juin
- 20 juin 1918 - À la bifurcation des lignes Paris-Le Havre et d'Épône à Plaisir-Grignon, en gare d'Épône - Mézières, vers 23 heures 30, un train de marchandises venant de Paris prend en écharpe un train venant de Plaisir-Grignon transportant des soldats anglais venant du front de Salonique et rentrant par Le Havre en permission dans leurs foyers, dont deux sont tués et cinq blessés[4].
- 26 juin 1918 - Sur la ligne de Murat à Aurillac entre Thiézac et Le Lioran, sous le pont-route du chemin de Lafont - onze mois jour pour jour après la collision du 26 juillet 1917, nouvelle collision frontale entre deux convois de marchandises. Nombreuses victimes probables, mais aucune relation de cet accident n'a pour le moment été retrouvée.

## Juillet
- 16 juillet 1918 - Sur la ligne Orléans-Vierzon, le soir, entre Theillay et Salbris (Loir-et-Cher), quatre voitures du train-poste le-Mont-Dore-Paris déraillent. L'accident fait quinze morts et une trentaine de blessés, mais n'est mentionné que brièvement dans la presse, qui titre essentiellement sur le déroulement de la guerre[5].

## Septembre
- 8 septembre 1918 - Dans la banlieue de Paris-Saint-Lazare, vers 18 heures, sur le pont franchissant la Seine entre Clichy et Asnières, le rapide Paris-Dieppe percute un train venant d'Argenteuil. Trois wagons sont projetés hors des rails. On en tirera un mort et dix-sept blessés[6].

## Août
- 10 août 1918 - À 3 heures 30, en Seine-et-Marne, sur la ligne de Paris-Bastille à Verneuil-L'Étang, un train de troupes se dirigeant vers Verneuil est arrêté pour rupture d'attelage sur le viaduc sur l'Yerres situé entre Solers et le hameau de Barneau. Malgré les pétards placés pour le couvrir, il est percuté par un autre train de troupes le suivant à quelques minutes d'intervalle. Lors du choc, deux voitures sont projetées sur la voie adjacente où elles sont percutées par un troisième train de troupes arrivant en sens inverse, qui déraille et dont une partie franchit le parapet et s'écrase dans la rivière en contrebas. L'accident fera vingt-neuf morts et une soixantaine de blessés[7]. Dans le train venant de Verneuil, quatre-vingts chevaux sont tués. Les victimes seront inhumées à Solers et à Melun[8]. Près de cent ans plus tard, le 13 avril 2015, une plaque commémorative sera inaugurée sur le viaduc désaffecté[9].

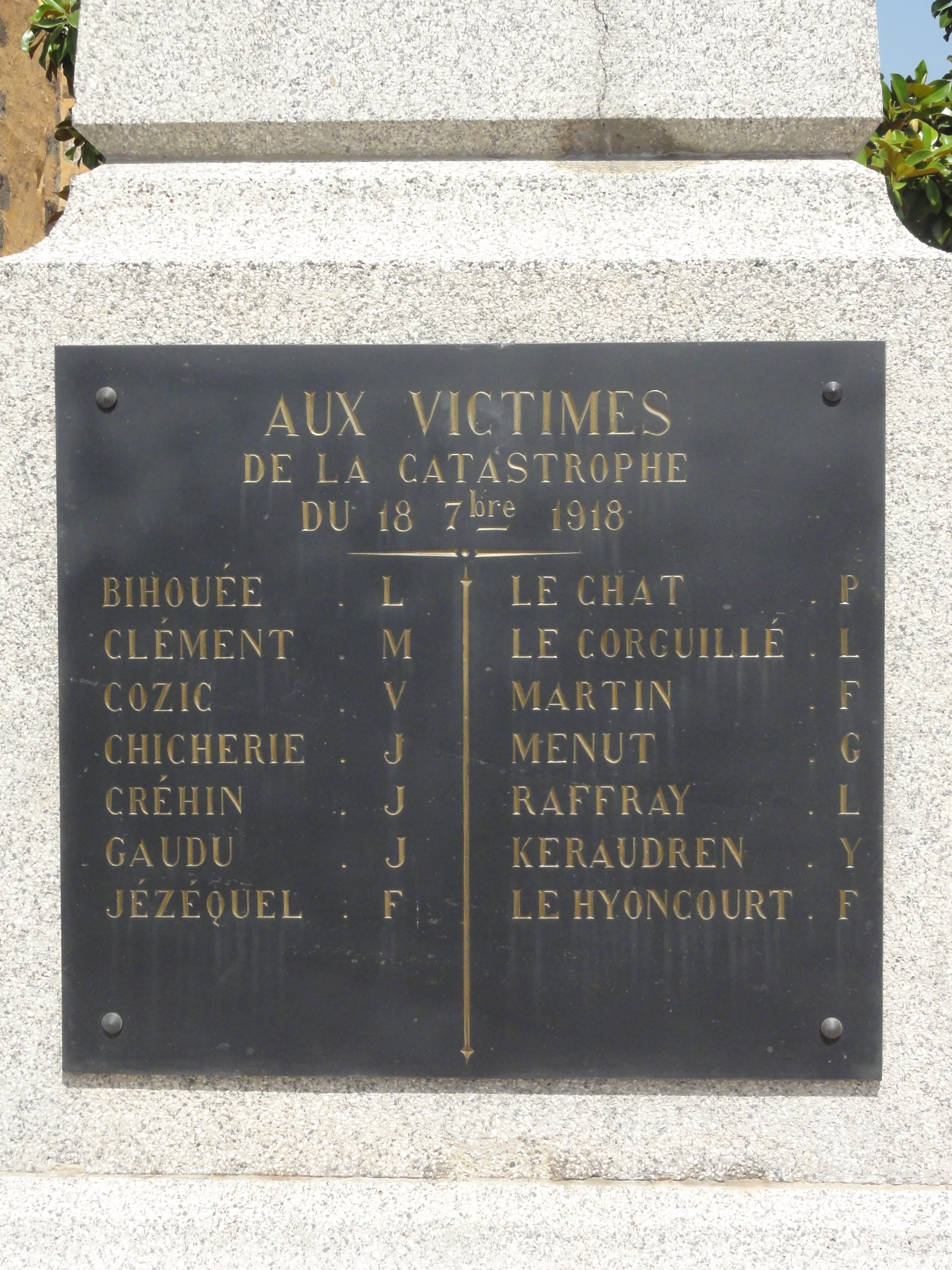
Plaque commémorative de la catastrophe ferroviaire de Ségrie du 18 septembre 1918.

## Septembre
- 18 septembre 1918 - Dans la Sarthe, sur la ligne de Sillé-le-Guillaume à La Hutte-Coulombiers, vers 4 heures, un train de permissionnaires bretons retournant au front, arrêté à cause d'une avarie en gare de Ségrie-Vernie et non couvert, est percuté par le train de marchandises parti derrière lui un quart d'heure plus tard. La collision fait seize morts et quarante blessés dont plusieurs succomberont par la suite[10].
- 19 septembre 1918 - À 4 heures 30 sur la ligne Lyon-Paris, entre les gares de Lézinnes et d'Ancy-le-Franc, dans le tunnel de Pacy, un express Marseille-Paris arrêté par suite de la rupture d'une canalisation de frein est tamponné à pleine vitesse par le train qui le dédoublait et le suivait à cinq minutes d'intervalle. Des voitures disloquées on tirera vingt-huit morts et trente-deux blessés[11].

- 22 septembre 1918 - Sur la ligne Chalons-sur-Marne-Troyes, près de la gare de Mailly, un train de marchandises tamponne un train de voyageurs. On dénombrera un mort et vingt-deux blessés[12].
- 22 septembre 1918 - Sur la ligne Bordeaux-Auch, peu après Agen, en gare de Bon-Encontre, un train de voyageurs pour Auch est percuté par une machine haut-le-pied. L'accident fait quatre morts et trente-huit blessés[13].

## Octobre
- 1er octobre 1918 - Vers 20 heures, sur la Ligne de Toulouse à Bayonne, en gare de Sames-Guiche, la collision entre un train de réfugiés et un convoi régulier fait huit morts et de nombreux blessés[14].

## Décembre
- 1er décembre 1918 - Dans la rampe de Marmagne (Saône-et-Loire), sur la ligne de Nevers à Chagny, un train de marchandises à destination de Nevers déraille : trente wagons s'amoncellent, ensevelissant le conducteur[15] et le chef de train, qui seront tués dans l'accident[16].
- 5 décembre 1918 - Sur la ligne Paris-Tours, dans la soirée, un train de matériel américain stationnant en gare de Meung-sur-Loire est percuté par un express venant d'Orléans, dont quatre voitures sont détruites. L'accident fera vingt morts et une trentaine de blessés[17].
- 6 décembre 1918. Sur la ligne Paris-Toulouse, vers 3 heures, deux trains de permissionnaires partis de Limoges à quelques minutes d'intervalle se télescopent dans le brouillard en gare de Lothiers (Indre). On dénombrera soixante-quatorze morts[18].
- 16 décembre 1918 - De nuit, dans le brouillard, en gare de Belleville, sur la ligne Nancy-Metz, un train de permissionnaires à l'arrêt est percuté par un train de voyageurs venant de Metz. Trois voitures sont totalement détruites. On en tirera neuf morts et cinquante blessés[19].